# برج ترامپ

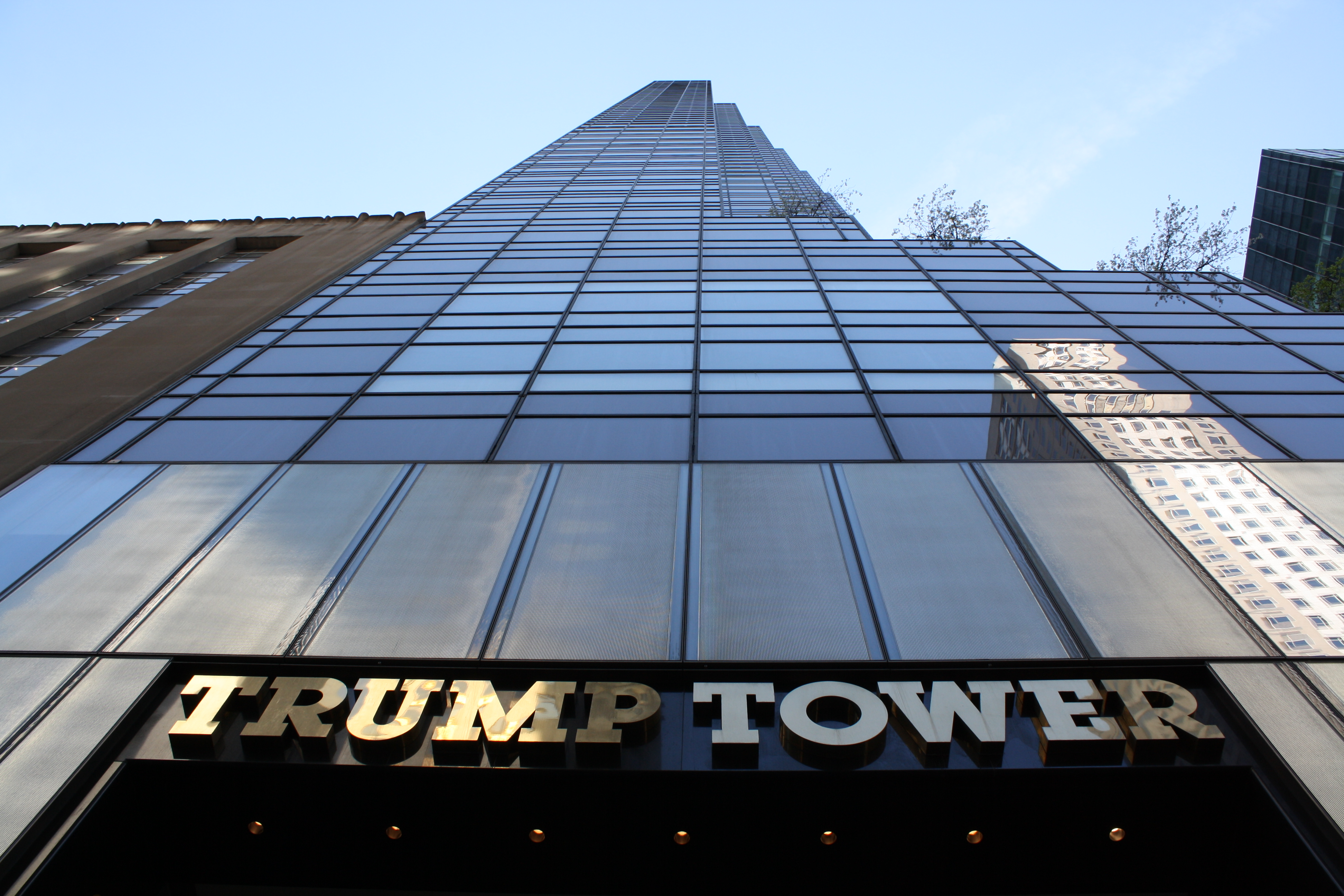
نمایی از ورودی برج ترامپ

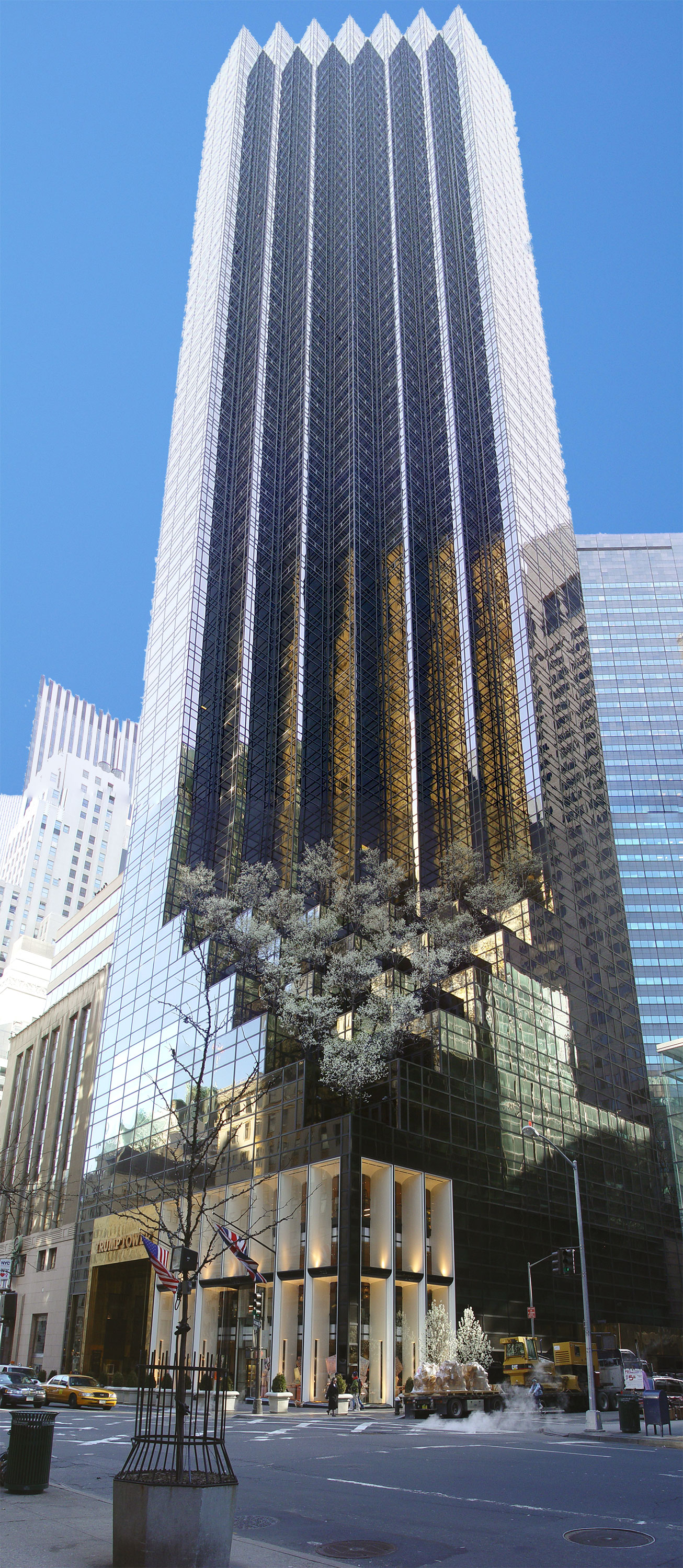
نمایی از برج ترامپ

برج ترامپ (به انگلیسی: Trump Tower) نام یک برج مرتفع ۵۸ طبقه در خیابان پنجم منهتن در شهر نیویورک است.
این برج در ۱۹۸۳ ساخته شد، ۲۰۲ متر ارتفاع دارد، و متعلق به دونالد ترامپ است و بخشی از دارایی های دونالد ترامپ محسوب میشود.
معمار این برجِ پست‌مدرنیستی، شخصی به نام دِر اسکات (Der Scutt) است.
از ادارات مستقر در این ساختمان تجاری، می‌توان شرکت هواپیمایی قطر را نام برد.
دونالد ترامپ در شهرهای دیگر نیز برج هایی به نام خود دارد. برج و هتل بین‌المللی ترامپ یک نمونه از آنهاست.